# درنای بی‌پرواز کوبایی
درنای بی‌پرواز کوبایی (نام علمی: Antigone cubensis)، یک گونه بزرگ و منقرض‌شده درنا است که در جزیره کوبا در دریای کارائیب بومی بوده است. این گونه در ابتدا در سردهٔ درناها، با نام Grus cubensis قرار گرفت، اما مطالعه بعدی این سرده منجر به انتقال گونه به سردهٔ Antigone در سال ۲۰۲۰ شد. بقایای زیرفسیلی در نهشته‌های پلیستوسن در پینار دل ریو یافت شد. احتمالاً از حمله اولیه درناهای شنی از آمریکای شمالی به دست آمده است، و با آن گونه متفاوت بوده است. همچنین اندازه بزرگ‌تر، داشتن نوک نسبتاً پهن‌تر، پاهای فشرده‌تر و با کاهش بال‌ها و کمربند سینه‌ای که نشان می‌دهد ممکن است بدون پرواز بوده باشد. در حال حاضر، تنها درنای موجود در دریای کارائیب، درنای شنی کوبا، Antigone canadensis nesiotes است، که زیرگونه‌ای در خطر انقراض از گونهٔ درنای شنی و بومی این کشور است.